# Oper im Park

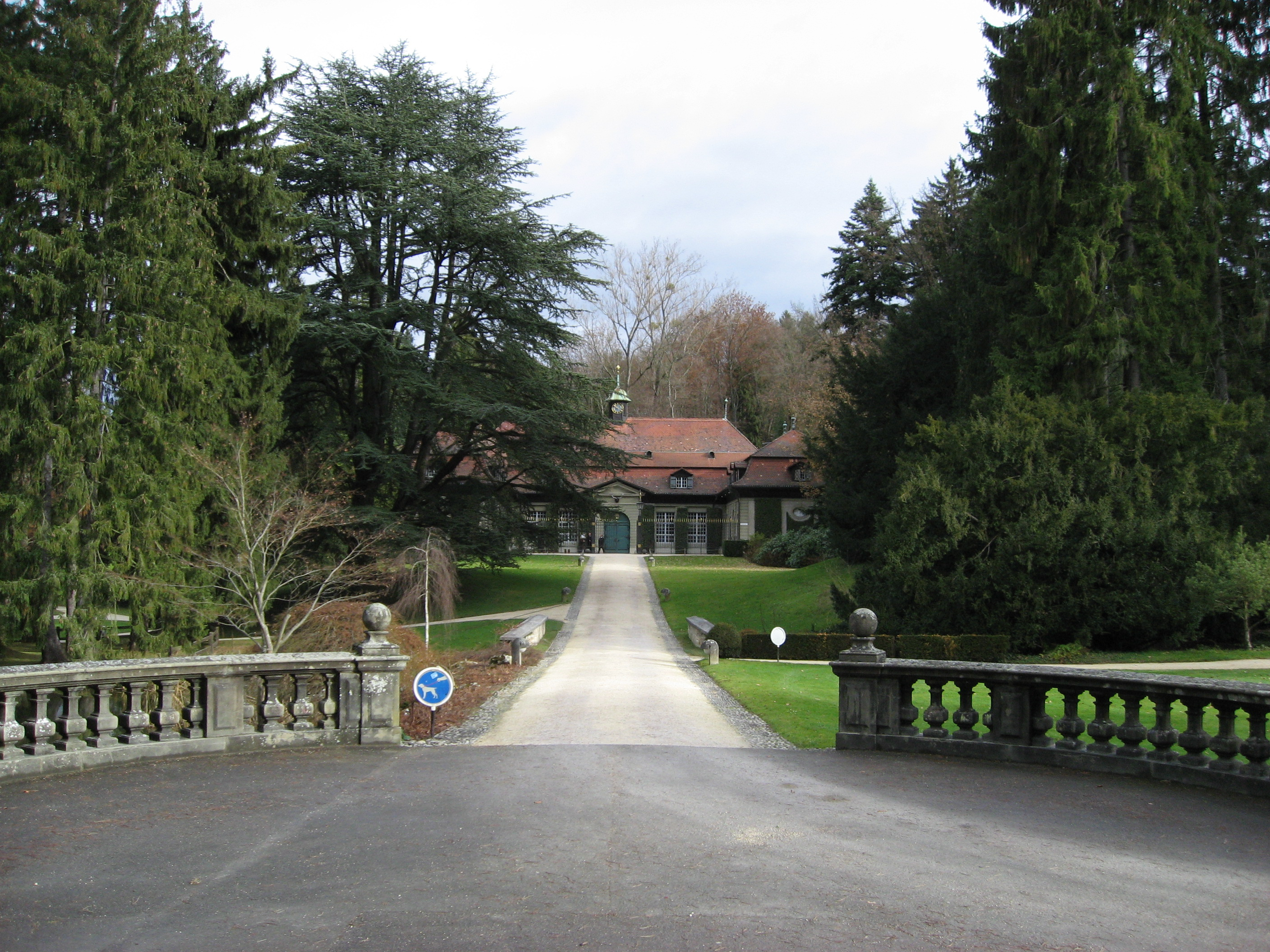
Der Wenkenhof ist die Spielstätte des Opernfestivals Riehen

Das Eingangstor des Wenkenhof mit den goldenen Hirschen von Jean Goujon

Die Oper im Park  ist eine Operninszenierung in Riehen bei Basel. Die Veranstaltung war vorher als Opernfestival Riehen beziehungsweise Opernfestival Basel bekannt.

## Geschichte
Das Opernfestival Riehen fand 2006 erstmals statt. Es spielt in der ehemaligen Reithalle des Wenkenhof, der sich inmitten eines Englischen Gartens befindet. Die Besucher sitzen dabei in unmittelbarer Nähe zur Bühne, da es in der Reithalle keine Trennung durch einen Orchestergraben gibt. Die Musiker spielen dadurch mitten im Saal. Die internationalen Solisten und Musiker werden von einem regionalen Chor und dem Basler Festivalorchester unterstützt.
2008 wurde die Oper Il turco in Italia des Komponisten Gioachino Rossini aufgeführt. 2010 inszenierte das Festival Bellinis Oper Il pirata. Im Spätsommer 2011 bringt das Festival als Schweizer Erstaufführung Rossinis Jugendoper L’equivoco stravagante in italienischer Fassung zur Aufführung. Gioachino Rossini komponierte diese komische Oper bereits mit 18 Jahren, welche im Herbst 1811 im Teatro del Corso uraufgeführt wurde. Die Oper sorgte für einen regelrechten Skandal und wurde von der Zensur nach nur drei Aufführungen wegen „unsittlichen Inhalts“ abgesetzt.
2012 fand das letzte Festival in der Reithalle Wenkenhof statt. Auf Grund verschiedener finanzieller Vorstellungen musste das Festival ins Basler Volkshaus umziehen. Die Catering-Firma, die den Wenkenhof kaufte, verlangte mehr Geld, als das Festival zahlen konnte. 2019 kehrte das Festival mit Giuseppe Verdis I due Foscari zurück in den Wenkenhof. Möglich wurde dies durch einfacherere Produktionsbedingungen, unter denen die Mietzeit geringer ausfallen konnte.
2022 wurde das Festival runderneuert und präsentiert sich nun unter dem Namen Oper im Park im Außenbereich des Wenkenhofs selbst. Für die erste Oper wurde das Stück L’étoile von Emmanuel Chabrier ausgesucht, bei dem auch Laien mitwirken konnten.
Intendant der Festivals ist der Holländer Jan Schultsz. Festivalmitgründer und Präsident ist Martin Grossmann. Das Opernfestival wird organisiert von der Opera St. Moritz. Dieses leitet auch das jährlich stattfindende Festival Opera St. Moritz bei St. Moritz.

## Inszenierungen
- 2006: Lucrezia Borgia (Gaetano Donizetti)
- 2007: Von Verdi zu Rossini!
- 2008: Il turco in Italia (Gioachino Rossini)
- 2010: Il pirata (Vincenzo Bellini)[8]
- 2011: L’equivoco stravagante (Gioachino Rossini)[9]
- 2012: Anna Bolena (Gaetano Donizetti)
- 2014: La gazzetta (Gioachino Rossini)
- 2015: Viva la Mamma (Gaetano Donizetti)[10]
- 2016: Bianca e Fernando (Vincenzo Bellini)
- 2019: I due Foscari (Giuseppe Verdi)[11]
- 2022: L’étoile – Das Horoskop des Königs (Emmanuel Chabrier)